# Acide lysophosphatidique
Un acide lysophosphatidique (LPA) est un dérivé de phospholipide jouant un rôle dans la signalisation lipidique. Ces molécules peuvent être produites de plusieurs façons, mais la biosynthèse la mieux décrite est celle par l'autotaxine, une lysophospholipase D qui clive le groupe choline d'une 2-lysophosphatidylcholine (LPC) pour donner un LPA :

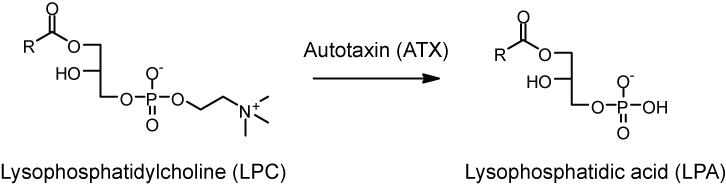
Biosynthèse des acides lysophosphatidiques par l'autotaxine.

Les acides lysophosphatiques sont d'importants mitogènes qui activent trois récepteurs couplés aux protéines G à forte affinité, ce qui les a fait impliquer dans certaines cancérogenèses dues à une signalisation lipidique aberrante.
L'une des formes les plus fréquentes de LPA est l'acide 1-oléyl-lysophasphatidique, dont l'acide gras est l'acide oléique.